# ببینگتون
latitudeببینگتونlongitudeببینگتون
ببینگتون (به انگلیسی: Bebington) شهری در کشور انگلستان است که این کشور خود بخشی از بریتانیا محسوب می‌شود. این شهر در سال ۱۹۹۱ میلادی ۶۰٫۱۴۸ نفر جمعیت داشته و در سرشماری سال ۲۰۰۱ جمعیت آن به ۵۷٫۰۶۶ نفر رسیده‌است. میزان رشد سالانهٔ جمعیت ببینگتون ‎-۰٫۳۵ درصد می‌باشد و جمعیت این شهر در سال ۲۰۱۲ به ۵۴٫۸۷۹ نفر تغییر یافت.